# Mariusz Fornalczyk
Mariusz Fornalczyk (ur. 15 stycznia 2003 w Bytomiu) – polski piłkarz grający na pozycji pomocnika w polskim klubie Widzew Łódź.

## Kariera
Wychowanek Polonii Bytom, w której treningi rozpoczął w wieku 6 lat. Jako 15-latek zadebiutował w pierwszej drużynie tego klubu.
W 2020 roku podpisał kontrakt z Pogonią Szczecin w polskiej ekstraklasie. 8 stycznia 2024 roku potwierdzony został transfer do Korony Kielce. 12 czerwca 2025 roku został za kwotę 1,5 mln euro zawodnikiem Widzewa Łódź, z którym podpisał kontrakt do 30 czerwca 2029 roku.